# Franjo Rački
Franjo Rački (Fužine, 25. studenoga 1828. – Zagreb, 13. veljače 1894.), hrvatski katolički svećenik, povjesničar, publicist, kulturni djelatnik, narodnjački političar, "otac hrvatske moderne kritičke historiografije".

## Životopis

### Obrazovanje
U Senju i Varaždinu stječe gimnazijsko obrazovanje. Teologiju je završio u Senju, gdje ga je biskup Mirko Ožegović 1852. zaredio za svećenika. Promoviran je za doktora teologije 1855. u Beču. Ondje je pokazao prve sklonosti za istraživanje povijesti objavljivanjem rada Sredotočje povjestnice. Nakon završenog obrazovanja u Senju je postavljen za profesora. Marljiv i pun nacionalnoga zanosa organizirao je po Kvarnerskim otocima skupljanje glagoljskih listina, a i sam je volio tražiti i istraživati. Tijekom posjeta Krku, prvi je proučavao sadržaj Bašćanske ploče koja je tada bila dio podnog kamenja mjesne crkve. Rački je proučavao pismo na ploči za koju je Pavel Jozef Šafárik smatrao da je pisana nekom kriptografijom. Na temelju svojih istraživanja glagoljske ostavštine objavio je radove Pregled glagoljske crkvene književnosti s osobitim obzirom na sv. pismo i liturgičke knjige (1856.) i Viek i djelovanje sv. Cyrilla i Methoda slovjenskih apošlolov (1857.).

### Povjesničar i kulturni djelatnik
Njegova marljivost i talent nisu ostali neprimjećeni, pa je iz Senja 1857. godine premješten u Rim u Hrvatski zavod Sv. Jeronima, gdje je ostao pune tri godine. Rački je boravak u Rimu iskoristio za rad po arhivima i knjižnicama. Tražio je dokumente o hrvatskoj povijesti, a također se usavršavao u struci. Polazi tečajeve iz paleografije i ostalih pomoćnih povijesnih znanosti.
U rimskim arhivima nalazi mnoštvo dokumenata o bogumilima, koje je Crkva tijekom stoljeća sakupila u borbi protiv njih, pa ga ovo pitanje snažno zaokuplja. Djelo Bogomili i Patareni Rački je objavio petnaestak godina kasnije. Knjiga se smatra prijelomnicom u tumačenju Crkve bosanske. Rački je u njoj zasnovao "bogumilsku hipotezu", po kojoj je Crkva bosanska nastala pod utjecajem dualističkih heretičkih učenja iz Bugarske i Makedonije koja su nastala u 9. stoljeću. Takva hipoteza dominirala je većim dijelom 19. i 20. stoljeća, no s vremenom je uglavnom odbačena u svom izvornom obliku. Danas je najraširenije stanovište da je Crkva bosanska kršćanska vjerska sljedba koja je jedino u ustroju, no ne i u nauku odstupala od Katoličke crkve u krilu koje je i nastala.
Kao kulturni djelatnik, Rački je pokrenuo list Književnik (izlazio od 1864. do 1866.) s ciljem obradbe jezikoslovlja, povijesti i prirodnih znanosti "s obzirom na hrvatske zemlje". Zaslužan je za pokretanje utjecajnih kulturno-politička glasila Obzor i Vienac. Bio je dioničar Dioničke tiskare, tiskare koja je tiskala te listove. Izabran je za predsjednika Jugoslavenske akademije znanosti i umjetnosti. Tijekom akademskoga djelovanja, pokrenuo je Akademijine časopise Rad i Starine. Pred kraj života nastojao je pokrenuti prikupljanje građe za Codex diplomaticus Regni Croatiae, Dalmatiae et Slavoniae, no ideju nije uspio ostvariti već je taj zadatak na sebe preuzeo Tadija Smičiklas. U svakom slučaju, Rački je odredio djelovanje Akademije u više desetljeća, poglavito na društvenom i humanističkom području.
Kao povjesničar, Rački je objavio niz važnih knjiga i radova, npr. Bogomili i patareni, Povjesnik Ivan Lučić, Nutarnje stanje Hrvatske prije XII. stoljeća, Stari grb bosanski, Povelje bosanskog kralja Tvrtka. Ipak, njegovo najvažnije djelo je Documenta historiae Croaticae periodum antiaquam illustrantia, zbirka izvora za ranosrednjovjekovnu hrvatsku povijest. Iako ga se može smatrati priklonjenom istraživanju "genetičke historije" čije glavno načelo je uočiti kako i zašto je do nečega došlo, Rački je smatrao da povijest ne smije biti samo kronika ratova i političkih događaja. Stoga je ustvrdio da se povjesničar mora okrenuti kulturnim i drugim životnim oblicima. Suvremeni povjesničari su tek nedavno prepoznali neke od prinosa koje je Rački dao istraživanju hrvatske povijesti, te su isti dostojno vrednovani, npr. uloga kneza Mutimira u događajima u Panoniji 873. godine, datacija pogibije zadnjega hrvatskog kralja Petra, identifikacija napadača na Rab prema prvom čudu sv. Krištofora i datacija pohoda mletačkog dužda Dominika Contarena.
Rački je bio predsjednikom Školskoga odbora koji je imao za cilj ustrojstvo rada na tvorbi hrvatskoga znanstvenoga nazivoslovlja. Također se okušao u tvorbi hrvatskoga kemijskoga nazivlja, te je svoje prijedloge o "narodno-lučbenom nazivlju" iznio 1853. u radu O pokusu lučbenog nazivlja.

### Političar
Kao predstavnik senjskoga kaptola 1861. postaje zastupnikom u Hrvatskome saboru koji je sazvan poslije dvanaestogodišnje stanke. Bio je, uz Antu Starčevića, jedino seljačko dijete u Saboru. Rački je pisao mnogo i to o gotovo svim aktualnim temama i problemima svoga doba, koji su bili u svezi s Hrvatskom i njezinim položajem u Monarhiji. Njegov politički angažman se uvelike podudarao s istraživanjima povijesti, npr. daje osnovno povijesno opravdanje za pripadnost Rijeke Hrvatskoj. U saboru je ostao do 1875. godine.
Obično se biskupa Strossmayera drži ideologom jugoslavenstva, ali sva je prilika da prvenstvo pripada povjesničaru Račkom. Jugoslavenstvo Račkoga i Strossmayera, koje stupa na scenu padom apsolutizma, bilo je usredotočeno na djelovanje unutar okvira Habsburške monarhije s ciljem ujedinjena južnoslavenskih naroda unutar njezinih granica. U toj viziji nije bilo širenja prema ostalim dijelovima Balkana. Međutim, interesi te vizije su se preklapali s izgrađenom srpskom idejom, koju je na narodnom planu razradio Vuk Karadžić, a na državnom Ilija Garašanin u poznatom spisu Načertanije (1844.) kojim se isticala nužnost teritorijalne ekspanzije Srbije. Nasuprot toj ideji, kod Hrvata su državnu ideju u čistom obliku istakli Ante Starčević i Eugen Kvaternik koji su stali na čelo Stranke prava. I Rački i Strossmayer, iako u jugoslavenski orijentiranoj Narodnoj stranci, prihvatili su Starčevićev i Kvaternikov koncept hrvatske političke nacije koja se natkrilila na južnoslavenske narode unutar Monarhije.
Rački je prema jugoslavenskoj ideologiji bio dosta emotivan, pa i nekritičan. Često je pisao zanosno, bez znanstvene argumentacije i potvrde u izvorima. Poneke njegove povijesne tvrdnje, kao na primjer da je srpski car Dušan htio Srbiju staviti na čelo udružene Jugoslavije, negativno su utjecale na čitav jedan naraštaj hrvatskih povjesničara.[nedostaje izvor] Ovih tvrdnji Rački se poslije odrekao držeći ih "pjesničkim primjesama", ali šteta je već bila učinjena.

## Djela
Nepotpun popis djela:
- Bogomili i patareni, 1868.
- Povijest Bugarske (preveden na bugarski i objavljen 1999.)
- Povjesnik Ivan Lučić
- Nutarnje stanje Hrvatske prije XII. stoljeća
- Stari grb bosanski
- Povelje bosanskog kralja Tvrtka
- Documenta historiae Croaticae periodum antiaquam illustrantia
- Assemanov ili vatikanski evangelistar / iznese ga na svjetlo Franjo Rački, Zagreb, 1865.
- Rieka prama Hrvatskoj / sastavio Franjo Rački, Zagreb, 1867.
- Fiume gegenüber von Croatien. Von dr. Franz Rački. Aus dem kroatischen übers von X.Y. (prijevod Petar Preradović). Zagreb, 1869.
- Izprave o uroti bana P. Zrinskoga i kneza Fr. Frankopana / skupio Fr. Rački, Zagreb, 1873.
- Prilog za poviest hrvatskih uskoka / od Fr. Račkoga, Zagreb, 1877.
- Osvrt na 25-godišnje djelovanje Jugoslavenske akademije znanosti i umjetnosti / nacrtao i besjedio Franjo Rački, Zagreb, 1893.

## Spomen
- Od 2002. godine u Fužinama se, u organizaciji Zavoda HAZU za povijesne i društvene znanosti u Rijeci s područnom jedinicom u Puli, Udruge "dr. Franjo Rački" Fužine i Osnovne škole "Ivanke Trohar" Fužine održava godišnji znanstveno-stručni skup Dani dr. Franje Račkoga.[14]

## Vanjske poveznice
Mrežna mjesta
- Franjo Rački: Pismo slovjensko
- Smičiklas: Život i djela Dra. Franje Račkog  Arhivirana inačica izvorne stranice od 22. svibnja 2011. (Wayback Machine)
- Ocjena starijih izvora za hrvatsku i srbsku poviest srednjega vieka
- Fiume gegenüber von Croatien. Von dr. Franz Rački. Aus dem kroatischen übers von X.Y.
- Franjo Rački: Izprave o uroti bana P. Zrinskoga i kneza Fr. Frankopana
- Franjo Rački: Slovenski sviet: historičko-statističko-etnografičke razprave
- Franjo Rački: Odlomci iz državnoga práva hrvatskoga za narodne dynastie